# Каадо (язык)
Сонхойборо Сиине — сонгайский язык, распространенный на юго-западе Нигера к северу от преобладающего в регионе языка зарма. Традиционно Сонхойборо Сиине считался диалектом языка зарма. Вместе с хумбури и сенни является центрально сонгайским языком. В 1995 году Сейду Ханафиу Хамиду описал грамматику Сонхойборо Сиине и зарма.